# Tempête Wiebke
Pour les articles homonymes, voir Tempête (homonymie).
La tempête Wiebke est une dépression météorologique à cyclogénèse intense, ou « bombe météorologique », qui a frappé le nord-ouest de l'Europe du 28 février au 1er mars 1990. Il s'agit d'une des pires tempêtes à frapper le continent, juste deux jours après la Tempête Vivian. La tempête a fait 35 morts. Des vents de 130 à 200 km/h avec des rafales 285 km/h au col du Jungfraujoch sont mesurés
.
Elle fut l'une de la dizaine de tempêtes s'étant abattuent sur la Belgique lors de l'hiver 1990.

## Conséquences
Wiebke a causé des dégâts importants, particulièrement en Allemagne, en Suisse et en Autriche. Les dommages aux forêts, maisons et véhicules sont estimés à plusieurs milliards d'Euros. La valeur des pertes assurées se monte à 1 180 millions d’Euros, dont 520 en Allemagne, 70 en Autriche, 170 en Belgique, 30 au Danemark, 90 France, 700 en Grande-Bretagne, 50 au Luxembourg, 90 aux Pays-Bas et 50 en Suisse. Un grand nombre d'arbres, surtout en montagnes, ont été soufflés comme des allumettes. Il est estimé que 60 à 70 millions de mètres cubes sont tombés, soit le double du volume annuel de coupe en Allemagne à ce moment.  